# Santouri (film)
Pour l'instrument de musique, voir Santour.
Santouri (connu sous le titre anglais de : The Music Man, en persan : سنتوری ) est un film dramatique iranien réalisé par Dariush Mehrjui, sorti en 2007.
Le film relate la vie d'un joueur de santour nommé Ali Bolourchi. Le titre du film, « Santouri », se réfère à une personne qui sait jouer de l'instrument appelé santour. Il est à noter qu'en persan jouer du santour est aussi un euphémisme pour s'injecter de l'héroïne; taper du doigt sur la veine du bras en vue de se préparer pour une injection de la drogue évoquant le geste de jouer du santour. 
À sa sortie en Iran, le film n'a été projeté qu'une seule fois, avant d'être interdit. Par la suite, il a été projeté exclusivement à travers l'Amérique du Nord, et dans le cadre de divers festivals de cinéma. Mais il a circulé clandestinement en Iran sous forme de DVD.

## Synopsis
Le film débute en flash back alors que le narrateur, Ali Bolourchi, joueur de santour (Bahram Radan), relate sa vie après la séparation avec sa femme Hanieh (Golshifteh Farahani). Désormais, Ali gagne sa vie en jouant de la musique dans les noces et les réceptions, souvent en échange de drogue, au lieu d'argent, à cause de sa dépendance à l'héroïne.

## Fiche technique
- Titre : Santouri
- Titre original : سنتوری
- Réalisation : Dariush Mehrjui
- Scénario : Dariush Mehrjui ; Vahidéa Mohammadi
- Photographie : Turaj Mansuri
- Costumes : Aylar Behzadi
- Musique : Shahab Akbari ; Mohsen Chavoshi
- Société de production : Hedayat Film
- Pays d'origine : Iran
- Lieu de tournage : Téhéran
- Langue originale : persan
- Format : couleurs - 35 mm - 1.85 : 1 - mono
- Genre : drame
- Durée : 105 minutes
- Date de sortie : 2007 (Iran)

## Distribution
- Bahram Radan: Ali Bolourchi
- Golshifteh Farahani: Hanieh
- Massoud Rayegan: Haj Moshen Bolourchi
- Roya Teymourian: La mère d'Ali
- Nader Soleimani: Hamed Bolourchi
- Siamak Khahani: Djavid
- Mahyar Pourhessabi: Tamayol
- Maedeh Tahmasebi: La mère de Hanieh
- Javad Nazari: Gitarist

## Production
Le titre original du film était Ali Santouri, mais il a été changé par la suite. La production du film a débuté en 2006 et a pris fin la même année en soixante-dix jours. Tout le film a été tourné à Téhéran ou aux environs de la ville. Pour les scènes de musique, c'est Ardavan Kamkar qui jouait du santour, alors que Mohsen Chavoshi produisait les chants,. 

## Prix
Au 25e Festival du Film Fajr:
- Simorgh de cristal, prix du public
- Simorgh de cristal du meilleur acteur du rôle principal (Bahram Radan)